# Lophuromys menageshae
Lophuromys menageshae és un rosegador del gènere Lophuromys que viu a Etiòpia. Se l'ha trobat a tres zones: al voltant d'Addis Abeba (incloent-hi el bosc de Menagesha, d'on ve el seu nom), la riba sud del Nil Blau i al voltant de Debre Markos. Un exemplar fou capturat en un bosc a un altitud de 2.100 fins a 2.600 metres, on també es trobaren Tachyoryctes splendens, L. flavopunctatus, Stenocephalemys albipes, Mus mahomet i Desmomys harringtoni. Aquesta espècie pertany al subgènere Lophuromys i els seus parents més propers són, segons les dades genètiques, L. melanonyx i L. simensis, que són dues altres espècies d'Etiòpia, però això podria ser el resultat d'híbrids.